# Майер, Джейн
Джейн Майер (Jane Meredith Mayer; род. 1955, Нью-Йорк) — американская журналистка, политический обозреватель и журналист-расследователь. Штатная сотрудница The New Yorker с марта 1995 года (ныне главный корреспондент журнала в Вашингтоне, она освещает политику, культуру, нацбезопасность), а до того 12 лет являлась репортёром Wall Street Journal (с 1982). Автор книг-бестселлеров. Член Американского философского общества (2016).
Окончила с отличием Йель (1977), изучала историю в Оксфорде.
Ещё будучи студенткой колледжа, начала свою журналистскую карьеру — стрингером в журнале «Тайм». До поступления в Wall Street Journal работала репортёром Washington Star. В 2009 году профессор Принстона.
Проживает в Вашингтоне вместе с супругом и дочерью.
Автор книг «Dark Money: The Hidden History of the Billionaires Behind the Rise of the Radical Right» (2016) и «The Dark Side: The Inside Story of How the War in Terror Turned into a War on American Ideals» (2008). Соавтор книги «Strange Justice» (1994). Её первая книга «Landslide: The Unmaking of the President 1984—1988» также была написана в соавторстве. Всего автор четырёх книг, бестселлеров.

## Отличия
- John Chancellor Award[англ.] (2008)
- Goldsmith Book Prize[англ.] (2009)
- Ridenhour Prize (2009)
- Helen Bernstein Book Award for Excellence in Journalism[англ.] (2009, 2017)
- J. Anthony Lukas Book Prize[англ.] (2009)
- Hillman Prize[англ.] (2009)
- George Polk Award (2011)
- James Aronson Award[англ.] (2011)
- Toner Prize[англ.] (2012)
- Matrix Award[англ.] (2014)